# Windows Server Update Services
A Windows Server Update Services (WSUS), korábbi nevén Software Update Services (SUS) a Microsoft Corporation által fejlesztett számítógépes program. Segítségével a rendszergazdák felügyelhetik a Microsoft-termékek frissítéseinek és javításainak terjesztését a vállalati hálózaton levő gépeken. A WSUS segítségével egyszer kell letölteni a frissítéseket a Microsoft Update webhelyről, majd a hálózaton lévő gépek a lokális szerverről tudnak frissíteni.
A WSUS Windows Server operációs rendszeren fut. Használata a Windows Server tulajdonosok számára ingyenes.

## Története
A WSUS első verziója SUS (Software Update Service) néven vált ismertté. A WSUS a SUS-ra épül, kiterjesztve a frissíthető szoftverek listáját.
A WSUS segítségével lehetőség van frissítések, javítások, javítócsomagok, eszközmeghajtók automatikus letöltésére a hálózat egy központi szerveréről.
Ezzel jelentős sávszélesség, idő és merevlemez kapacitás spórolható meg, mivel nem kell az összes kliensnek az interneten keresztül a Microsoft szervereihez kapcsolódni a frissítések beszerzéséhez, hanem egy, a helyi hálózaton lévő szerver végzi el ezeket a feladatokat.
Ez a módszer továbbá jelentős kontrollt ad a rendszergazdák kezébe, hiszen maguk dönthetik el, hogy milyen frissítéseket, mikor és hova telepítsenek, valamint lehetőség nyílik olyan gépek frissítésére is, melyeken tiltva van az internet kapcsolat.

## Működése
A Windows Server Update Services 2.0 és újabbak egy saját nyilvántartást vezetnek az elérhető frissítésekről.
Ezzel megoldható, hogy a rendszergazdák engedélyezzenek vagy tiltsanak egy frissítést, kényszerített frissítést végezzenek, vagy akár percre pontosan megadhassák, hogy mikor települjön az adott frissítés.
Megadható továbbá, hogy adott típusú frissítések (pl.: kritikus frissítések, biztonsági frissítések ...) automatikusan, azonnal települjenek.
A rendszergazdáknak lehetősége nyílik arra is, hogy megvizsgálják, hogy mely gépekre kell egy adott frissítést felrakni, még a frissítés telepítése előtt.
A WSUS használható csoportházirendek segítségével is. Így beállíthatók a kliens-oldali jogosultságok, megakadályozva azt, hogy a felhasználók kikapcsolhassák vagy módosíthassák az automatikus frissítések fogadását.
A WSUS használható Active Directory szolgáltatás nélkül is, ekkor a helyi csoportházirendeken keresztül, vagy a regisztrációs adatbázis módosításával konfigurálható a működés.
A WSUS .NET Frameworköt, Microsoft Management Consolet és Internet Information Servicest használ működése során.
A WSUS 3.0 használhat SQL Server Express-t vagy Windows Internal Database-t adatbázis motorként, a WSUS 2.0 MSDE-t használ. A System Center Configuration Manager (SCCM) együttműködve harmadik féltől származó szoftverek frissítései is automatikusan és szabályozottan telepíthetők.

## Verziók
| Verzió                               | Kiadás ideje        | Megjegyzés                                                                                                   |
| ------------------------------------ | ------------------- | --- |
| 2.0 Release Candidate                | 2005. március 22.   | |
| 2.0 RTW                              | 2005. június 6.     | |
| 2.0 Service Pack 1                   | 2006. május 31.     | Windows Vista kliensek támogatása, újabb nyelvek támogatása, már Microsoft SQL Server 2005 adatbázisra épül. |
| 3.0 beta 2                           | 2006. augusztus 14. | MMC alapú felhasználói felület, új szolgáltatások.                                                           |
| 3.0 Release Candidate                | 2007. február 12.   | |
| 3.0 RTW                              | 2007. április 30.   | A WSUS 3.0 és a WSUS Client 3.0 megjelenik a WSUS rendszerben frissítésként már 2007 májusában.              |
| 3.0 Service Pack 1 Release Candidate | 2007. november 1.   | |
| 3.0 Service Pack 1 RTW               | 2008. február 7.    | |
| 3.0 Service Pack 2 RTW               | 2009. augusztus 25. | A Windows Server 2008 R2 szerepköreként telepíthető                                                          |
| 6.2                                  | 2012. október 26.   | A Windows Server 2012 szerepköreként telepíthető                                                             |
| 6.3                                  | 2013. október 18.   | A Windows Server 2012 R2 szerepköreként telepíthető                                                          |